# Working Men (album de Rush)
Albums de Rush
Retrospective III: 1989-2008
(2009)
Working Men est la neuvième compilation du groupe rock canadien Rush et la première à être entièrement live, sortie le 13 novembre 2009 en Europe et le 17 novembre 2009 aux États-Unis en CD et en DVD.
La compilation contient une sélection de chansons publiées par le groupe pendant leurs plus de trente ans de carrière et enregistrées lors des trois tournées des années 2000. Elle est disponible au format CD et DVD, tout comme les parutions précédentes.

## Liste des chansons

### Contenu
| 1.      | Limelight                            | Moving Pictures (1981)     | 4:51 |
| 2.      | The Spirit of Radio                  | Permanent Waves (1980)     | 5:07 |
| 3.      | 2112: Overture/The Temples of Syrinx | 2112 (1976)                | 6:52 |
| 4.      | Freewill                             | Permanent Waves            | 5:45 |
| 5.      | Dreamline                            | Roll the Bones (1991)      | 5:13 |
| 6.      | Far Cry                              | Snakes & Arrows (2007)     | 5:23 |
| 7.      | Subdivisions                         | Signals (1982)             | 5:58 |
| 8.      | One Little Victory (jamais publié)   | Vapor Trails (2002)        | 5:26 |
| 9.      | Closer to the Heart                  | A Farewell to Kings (1977) | 3:22 |
| 10.     | Tom Sawyer                           | Moving Pictures            | 5:34 |
| 11.     | Working Man                          | Rush (1974)                | 5:38 |
| 12.     | YYZ                                  | Moving Pictures            | 4:49 |
| 1:03:58 |                                      |                            |      |

Toutes les chansons sont composées par Neil Peart, Geddy Lee et Alex Lifeson, sauf les titres Closer to the Heart par Lee, Lifeson, Peart et Peter Talbot ; Tom Sawyer par Lee, Lifeson, Peart et Pye Dubois ; Working Man par Lee et Lifeson ; et YYZ par Lee et Peart.

### Origines des chansons
- Les chansons 1, 4, 6 et 10 proviennent de Snakes & Arrows Live (2008) enregistré au Ahoy Arena, Rotterdam aux Pays-Bas (2007)
- Les chansons 2, 5, 7, 8 et 11 proviennent de R30: 30th Anniversary World Tour (2005) enregistré au Festhalle Frankfurt en Allemagne (2004)
- Les chansons 3, 9 et 12 proviennent de Rush in Rio (2003) enregistré au Stade Maracanã de Rio de Janeiro au Brésil (2002)

## Personnel
- Geddy Lee : chant, basse, synthétiseurs
- Alex Lifeson : Guitares acoustique et électrique, synthétiseurs
- Neil Peart : Batterie, percussions, textes